# Bursaray

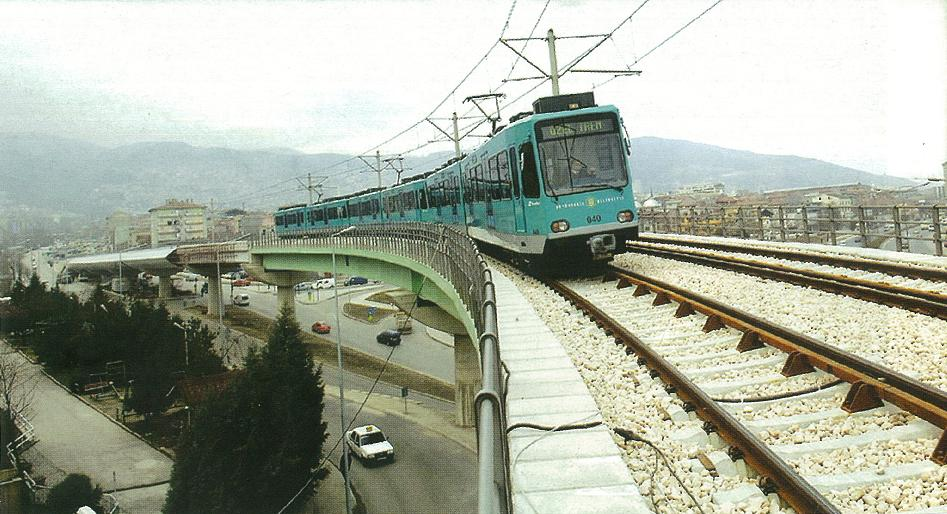
Bursaray.

Bursaray är ett tunnelbanesystem i staden Bursa i Turkiet som öppnades 2002. Systemet består av runt 39 kilometer med normalspår fördelad på 2 linjer och 38 stationer. 